# Лабутин, Константин Алексеевич
Константин Алексеевич Лабутин (1921—2001) — генерал-майор Советской Армии, участник Великой Отечественной войны, Герой Советского Союза (1991).

## Биография
Константин Лабутин родился 12 ноября 1921 года в деревне Чёрная Грязь (ныне — Солнечногорский район Московской области). После окончания неполной средней школы уехал в Москву, работал слесарем-механиком на заводе. В 1939 году Лабутин был призван на службу в Рабоче-крестьянскую Красную Армию. В 1941 году он окончил Борисоглебскую военную авиационную школу лётчиков. С июня 1943 года — на фронтах Великой Отечественной войны. Принимал участие в боях на Воронежском, 1-м Украинском, 3-м Прибалтийском, 3-м Белорусском фронтах.
К концу войны капитан Константин Лабутин командовал эскадрильей 927-го истребительного авиаполка (330-й истребительной авиационной дивизии, 1-й воздушной армии, 3-го Белорусского фронта). За время своего участия в войне он совершил 232 боевых вылета, принял участие в 63 воздушных боях, сбив 12 вражеских самолётов лично. 
После окончания войны Лабутин продолжал службу в Советской Армии. В 1955 году он окончил Военно-воздушную академию. В 1981 году в звании генерал-майора Лабутин был уволен в запас. Проживал в городе Химки Московской области.
Указом Президента СССР от 26 июня 1991 года за «мужество и воинскую доблесть, проявленные в годы Великой Отечественной войны», капитан Константин Лабутин был удостоен высокого звания Героя Советского Союза с вручением ордена Ленина и медали «Золотая Звезда» за номером 11654.
Скончался 15 июня 2001 года, похоронен на Новолужинском кладбище Химок.
Был также награждён двумя орденами Красного Знамени, орденом Александра Невского, тремя орденами Отечественной войны 1-й степени, тремя орденами Красной Звезды, орденом «За службу Родине в Вооруженных Силах СССР» 3-й степени, рядом медалей.